# 辻中雄二郎
辻中 雄二郎（つじなか ゆうじろう、1971年8月5日 - ）は、日本の実業家。まんだらけ元代表取締役社長。北海道羅臼町出身、父は元羅臼町長の辻中義一。

## 略歴
市立札幌藻岩高等学校卒業、学生時代から楳図かずお作品などの古い漫画やアニメを好み、浪人時代には札幌のナイトクラブのパーティでポスター素材に漫画やアニメを取り入れていた。
その後三浪して駒澤大学に入学、2年生時にまんだらけでのアルバイトを始め渋谷店に通う中で店員から「いい目を持っている」と誘われ、1996年に駒澤大学法学部を卒業後、98年7月にまんだらけに入社。社長面接時には白土三平の作品を語ってアピールした。
入社後は2001年に中野店店長に就任し2002年に取締役、2014年に副社長に就任し2020年には新型コロナウイルスによる売上減対策としてEC部門を強化し業績を回復させる。
2020年8月26日の取締役会にて社長就任が内定し、12月18日に社長就任。社長就任後も店頭での接客を継続している。
2022年5月、ビニ本400冊の販売目的での所持や、まんだらけ店舗でのビニ本6冊の販売の疑いにより社員ら4名とともにわいせつ図画頒布等の容疑で書類送検され、その後不起訴処分。
2023年3月、体調不良のため辞任。
2023年12月、フリーマーケットアプリで古物を買い取る際、売り主の身分確認をしなかったとして、古物営業法違反の疑いで書類送検された。